# Баязет и Тамерлан
«Баязет и Тамерлан, или Темир-Аксаково действо» — пьеса XVII века.
Трагедия, переведенная с немецкого языка. Эту пьесу при царе Алексее Михайловиче около 1673 года пастор Иоанн Готфрид Грегори поставил с помощью преподавателя немецкого языка и переводчика Посольского приказа Георгия (Юрия) Гивнера в «Комидийной хоромине» села Преображенского.
Предположительно, автором пьесы является Гивнер.

## Сюжет
В 1402 году османский султан Баязет в битве при Ангоре терпит поражение от среднеазиатского эмира Тамерлана (Темир-Аксака) и попадает к нему в плен, где через год умирает.